# Антонов, Валентин Дмитриевич
Валенти́н Дми́триевич Анто́нов (24 сентября 1926, село Сара  — 22 апреля 2014, Якутск) — артист Государственного академического Русского драматического театра имени А. С. Пушкина, народный артист Якутской АССР, народный артист РСФСР.

## Биография
Родился 24 сентября 1926 года в селе Сара Алатырского уезда Симбирской губернии. Окончил Алатырскую среднюю школу. В ноябре 1943 года Алатырским РВК Чувашской АССР был призван в Красную армию. С 1944 года сержант Антонов воевал в составе 1360-го зенитного артиллерийского Ченстоховского полка на 1-м Украинском фронте. Участвовал в форсировании рек Висла, Одер, Шпрее, в освобождении Праги. Был командиром орудия, комсоргом батареи, а затем полка. За три дня до окончания войны в одном из последних боёв был тяжело ранен.
В 1948 году поступил в Свердловский театральный институт. В 1950 году перевёлся в Ленинградский театральный институт имени А. Н. Островского, который окончил с отличием.
В 1952—1954 годах работал в Русском театре (Чебоксары), в 1954—1966 годах — в Русском драматическом театре (Якутск). Затем работал в театрах Орла, Семипалатинска, Чебоксары.
В 1971 году вернулся на сцену Русского драматического театра Якутска, в 1983—1987 годах был директором театра. С 1992 года занимался преподавательской деятельностью.
Скончался 22 апреля 2014 года после тяжёлой продолжительной болезни.

## Награды и звания
- Народный артист Якутской АССР
- Народный артист РСФСР (1987)[2]
- Орден Дружбы (30.05.1997)[3]
- Орден Отечественной войны I степени
- Медаль «За отвагу» (01.03.1945)[4]
- Медаль «За освобождение Праги»
- Медаль «За победу над Германией в Великой Отечественной войне 1941—1945 гг.»
- Орден «Полярная звезда» (2001)[5]
- Лауреат Государственной премии Якутской АССР имени П. А. Ойунского в области литературы, искусства и архитектуры (1986, за создание образа Ивана Климова в спектакле А. Кудрявцева «Иван и Мадонна»)
- Действительный член Академии духовности Республики Саха (Якутия) (1996)